# Подвислово (село)
Подвислово — село в Ряжском районе Рязанской области России. Входит в Поплевинское сельское поселение. 

## География
Село расположено на берегу реки Ранова на автодороге 61К-006 Рязань — Ряжск в 2 км на север от центра поселения села Поплевино и в 13 км на север от райцентра Ряжск, в 2 км от ж/д станции Подвислово на линии Рязань — Ряжск.

## История
Подвислое в качестве села упоминается в списках с Ряжских писцовых книг Гр. Киреевского 1629–31 годов, где при бывшей уже в том селе церкви во имя Ивана Богослова показаны: «во дворе поп Иван, во дворе дьячок Давидко Иванов, во дворе пономарь Фомко Иванов, во дворе проскурница Марьица, да  на церковной  же земле нищие питаются от церкви Божией». По окладным книгам 1676 года церковной земли состояло 20 четвертей  в поле, сенных покосов на 50 копен и 72 двора приходских, большую часть коих составляли дворы драгунские.
На место упоминаемой в XVII столетии Богословской церкви и пришедшей в ветхость, в 1725 году в селе поставлена была новая церковь в прежнее же храмонаименование. В новой деревянной также Богословской церкви придел в честь св. Митрофания освящен в 1847 году марта 4, настоящая – 23 ноября 1857 г., придел Богородицерождественский – в позднейшее время.
В XIX — начале XX века село являлось центром Подвисловской волости Ряжского уезда Рязанской губернии. В 1906 году в селе было 306 дворов.
С 1929 года село являлось центром Подвисловского сельсовета Ряжского района Рязанского округа Московской области, с 1937 года — в составе Рязанской области, с 2005 года — в составе Поплевинского сельского поселения.

## Население
| 1859 | 1897  | 1906  | 2010 |
| ---- | ----- | ----- | ---- |
| 1228 | ↗2068 | ↗2412 | ↘331 |

## Достопримечательности
В селе расположена недействующая Церковь Иоанна Богослова (1910).